# Mémorial Cirilo Zunzarren
Le Mémorial Cirilo Zunzarren est une course cycliste espagnole disputée au mois de mars autour d'Estella-Lizarra, en Navarre. Réservée aux cyclistes âgés de 19 à 26 ans, cette épreuve figure au calendrier du Torneo Euskaldun. Elle est organisée par le Club Ciclista Estella. 
Le Mémorial se tient sur un parcours escarpé en moyenne montagne avec six ascensions au total,. 

## Palmarès depuis 1990
| Année | Vainqueur                    | Deuxième                | Troisième             |
| ----- | ---------------------------- | ----------------------- | --------------------- |
| 1990  | Daniel de Miguel             |                         |                       |
| 1991  | Alfredo Irusta Sampedro (es) |                         |                       |
| 1992  | Werner Nijboer               |                         |                       |
| 1993  | Óscar López Uriarte (es)     |                         |                       |
| 1994  | José Luis Rubiera            |                         |                       |
| 1995  | Iñaki Aiarzagüena (en)       |                         |                       |
| 1996  | Iker Zabaleta                |                         |                       |
| 1997  | Eladio Jiménez               |                         |                       |
| 1998  | José Luis Fernández Sánchez  | Antonio Alcañiz         | Rafael Mateos         |
| 1999  | Xabier Zandio                | Julián Sánchez Pimienta | Iñaki González        |
| 2000  | David Sojo                   | Jon Bru                 | Mikel Salinas         |
| 2001  | David Sojo                   | Jesús López             | Alexander Gallastegui |
| 2002  | Efraín Gutiérrez             | David López García      | Héctor Magallanes     |
| 2003  | Mario de Sárraga             | Koldo Fernández         | Jokin Ormaetxea       |
| 2004  | Josu Agirre                  | Jorge Azanza            | Alexander Juanikorena |
| 2005  | Unai Elorriaga               | Juan José Oroz          | Ekaitz Eizagirre      |
| 2006  | Ismael Esteban               | José Vicente Toribio    | Jon Peña              |
| 2007  | Adrián Sáez                  | Ismael Ruiz             | Luis Enrique Puertas  |
| 2008  | Martín Iraizoz               | Andrey Amador           | Luis Moyano           |
| 2009  | Guillermo Lana               | Martín Iraizoz          | Víctor de la Parte    |
| 2010  | Fernando Grijalba            | Santiago Ramírez        | Alberto Guineà        |
| 2011  | Pablo Torres                 | Jon Gárate              | Airán Fernández       |
| 2012  | Arkaitz Durán                | Borja Abásolo           | Joseba del Barrio     |
| 2013  | Miguel Ángel Benito          | Antonio Pedrero         | Beñat Txoperena       |
| 2014  | Marc Soler                   | Arnau Solé              | Imanol Lafuente       |
| 2015  | Jon Irisarri                 | Sergio Samitier         | Iker Azkarate         |
| 2016  | Héctor Carretero             | Javier Ochoa González   | Xuban Errazkin        |
| 2017  | Jaime Castrillo              | Fernando Barceló        | Jon Madariaga         |
| 2018  | Diego Pérez                  | Aitor Rey               | Íñigo Elosegui        |
| 2019  | Carlos Ruiz                  | Unai Iribar             | Víctor Etxeberria     |
| 2020  | annulé                       | annulé                  | annulé                |
| 2021  | Toby Perry                   | Pau Miquel              | Igor Arrieta          |
| 2022  | Pablo Castrillo              | Enekoitz Azparren       | José Marín Aragón     |
| 2023  | Unai Zubeldia                | Ibai Azanza             | Sergio Gutiérrez      |
| 2024  | Ander Ganzabal               | Adrià Regada            | Pablo Ara             |
| 2025  | Iker Gómez                   | Gorka Corres            | Unai Ramos            |